# David Faiman

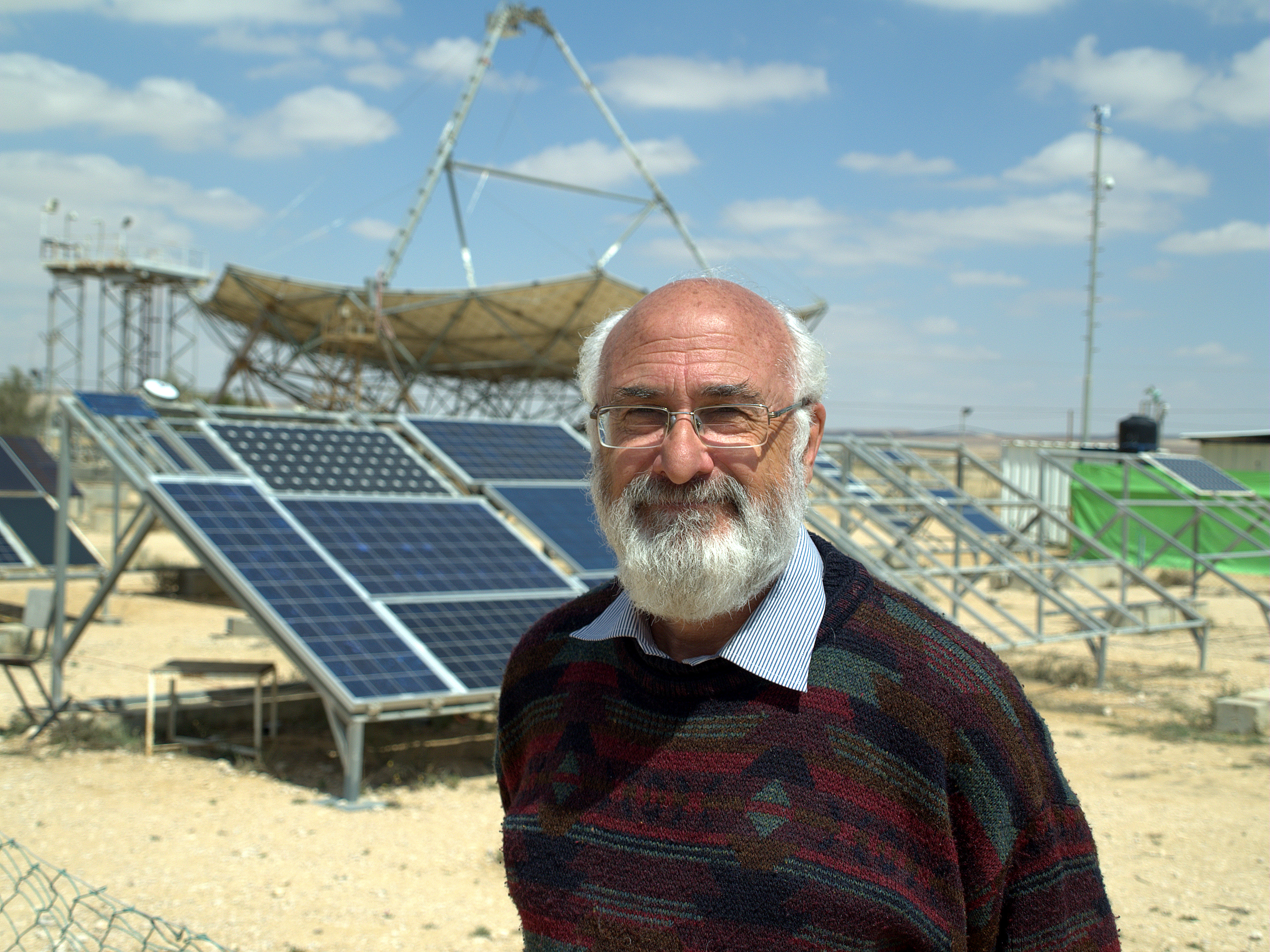
David Faiman im März 2009

David Faiman (* 1944 im Vereinigten Königreich) ist ein britisch-israelischer Physiker.

## Leben
Faiman wurde an der Willesden County Grammar School und an der Universität London ausgebildet. 1969 promovierte an der University of Illinois. Nach Postdoktorandentätigkeiten in Oxford und am CERN kam er im September 1973 nach Israel und arbeitete am dortigen Weizmann-Institut im Bereich der theoretischen Physik. In Folge der Energiekrise nach dem Jom-Kippur-Krieg richtete er seine Forschungsinteressen jedoch von Elementarteilchen auf die Solarenergie. 1976 wurde er von Amos Richmond rekrutiert, um bei der Gründung der Jacob Blaustein Institute für Wüstenforschung auf dem Campus Sede Boqer der Ben-Gurion-Universität im Negev mitzuwirken. Faiman gründete hierbei die Abteilung für Solarenergie und Umweltphysik des Instituts, die er gleichzeitig mit dem Nationalen Ben-Gurion Solarenergiezentrum leitete, bis er 2013 im Rang eines emeritierten Professors in den Ruhestand ging.
Faiman lebt in Sede Boqer, Israel, in einem passiven Solarhaus, in dem fast der gesamte Heiz- und Kühlbedarf von der Sonne gedeckt wird. Zu seinen Hobbys gehören die biblische Geographie und die Musik von Giacomo Meyerbeer.
Faimans theoretische physikalische Forschungen konzentrierten sich auf die Hadronspektroskopie mit dem Quark-Modell und verschiedenen zugehörigen Symmetrien. Seine Solarenergieforschung umfasste Studien über Sonneneinstrahlung, Energieumwandlungsvorrichtungen und stromerzeugende Systeme. Sein berühmtestes Werk war die Entwicklung einer 10 m² großen, verspiegelten, sonnen-verfolgbaren Schüssel, welche Sonnenstrahlen 1.000 Mal auf eine wassergekühlte Solaranlage mit einer Größe von 100 cm² konzentrierte. Diese erarbeitete er in Zusammenarbeit mit der Zenith Solar Company. Bei voller Sonneneinstrahlung erzeugt dieses System 2 kW elektrische Leistung und 5 kW thermische Leistung, letztere in Form von Warmwasser bei 80oC.
Faiman war Israels Vertreter für Solarenergie bei der UNESCO, der FAO und bei den Aufgaben 2 und 8 der Internationalen Energieagentur. In diesem Rahmen ist er Mitautor der Buchreihe Energie aus der Wüste: Praktische Vorschläge für sehr große Photovoltaiksysteme.